# Pico del Águila (La Alcarria)
El Pico del Águila forma parte del relieve tabular del páramo de la Alcarria en la provincia española de Guadalajara. 
Hay acceso al altiplano por caminos rurales desde el este, norte y oeste.